# 荻上チキ・Session
『荻上チキ・Session』（おぎうえチキ・セッション）は、TBSラジオで放送されているニュース情報ワイド番組である。
このページでは『荻上チキ・Session-22』（おぎうえチキ・セッション・トゥエンティトゥー）についても説明する。

## 概要

### 『荻上チキ・Session-22』時代（2013年4月 - 2020年9月25日）
平日夜22時台からの2時間枠の帯番組として2013年3月まで放送された『ニュース探究ラジオ Dig』（月 - 金曜日の22時 - 23時55分）の後番組として、『Dig』で曜日パーソナリティのひとりを務めた荻上チキをメインのパーソナリティとした番組『荻上チキ・Session-22』を、『Dig』と同じ枠で2013年4月から放送開始。
荻上が提唱するポジティブな改善策の提案、いわゆる「ポジ出し」の思想をベースにして、「任せて文句を言う」のではなく、「引き受けて考える」ためのヒントを提示する、新しい時代のニュース情報番組を目指す。この番組ではテーマやニュースに合わせて「探究モード」「バトルモード」「わいわいモード」などと、柔軟に形式を変化させながら、番組を進行していく。
『Session-22』の22時から23時台は、おもに時事や政治、スポーツの話題などを取り上げ、スタジオや電話出演によるゲストとの会話、または会話をあらかじめ録音した音源を交え、議論を進めていく番組構成だった。
2020年8月31日に「9月25日の放送をもって、『荻上チキ・Session-22』としては放送を終了する」ことが番組公式Twitterで発表され、9月25日で終了、7年半の歴史に幕を閉じた。『Session-22』の終了をもって『BATTLE TALK RADIO アクセス』から当番組まで22年間続いてきたTBSラジオの平日夜帯ニュース情報ワイド番組が終了した。

### 『荻上チキ・Session』として再始動（2020年9月28日 - ）
ここでは便宜上、放送時間帯の変遷を基準に「第1期」「第2期」「第3期」と区別する。

#### 第1期（関東ローカル時代、2020年9月28日 - 2023年9月29日）
『Session-22』は『荻上チキ・Session』に改題し、平日帯 夕方ワイド番組『ACTION』（月 - 金曜日の15時30分 - 17時50分）の後番組として、放送時間を夕方に移動してリニューアル。2019年3月に終了した『荒川強啓 デイ・キャッチ!』以来の平日帯 夕方の報道番組となった。この放送時間枠移動に伴い、17時30分 - 17時44分に、JRN全国ネットワーク ニュース番組『ネットワークトゥデイ』を内包する形となったが、荻上と南部は出演しない。『荻上チキ・Session-22』を同時ネットしていたJRN系列のAMラジオ局では放送打ち切りとなり、放送時間枠移動により空いた平日22 - 23時台では同日から、枠移動先の時間帯で放送されていた『ACTION』のコーナー「SOCIAL ACTION」をベースとした平日帯 夜トークバラエティ番組『アシタノカレッジ』を開始した。
時間枠移動後は、初週のみ前後の番組である『たまむすび』及び『アフター6ジャンクション』とのクロストークを実施した。また、2023年4月3 - 7日は同週から開始された『こねくと』『金曜ワイドラジオTOKYO えんがわ』とのクロストークを実施。

#### 第2期（『アフター6ジャンクション』が放送されていた枠への移動、2023年10月2日 - 2025年3月31日）
TBSラジオでは2023年の10月改編で、平日ランチタイム - 深夜帯の生ワイド番組で放送枠を大幅に変更。『ジェーン・スー　生活は踊る』（月 - 木曜日11時 - 13時）と『金曜ボイスログ』（金曜日8時30分 - 13時）の放送時間を一斉に14時まで延長。この放送枠拡大に伴い、平日午後枠（13時 - 15時30分）に編成されていた『こねくと』（月 - 木曜日）と『金曜ワイドラジオTOKYO　えんがわ』の放送枠をともに14時 - 17時30分に繰り下げた。また、夜22時台開始の『アシタノカレッジ』（2023年4月から月 - 木曜日の22時 - 23時30分）を9月28日放送分で終了させた一方で、同番組の放送枠を翌週（10月2日）から、それまで平日夜18時から放送されていた『アフター6ジャンクション』が枠移動して『アフター6ジャンクション2』に改題した。このような変更を受けて『荻上チキ・Session』は10月2日（月曜日）から、『アフター6ジャンクション』が放送されてきた時間帯（月 - 金曜日の18時 - 21時）に二度目の放送枠移動を行い再スタートした。18時台を「Daily News Session」、19時台を「Frontline Session」（ゲストとともに注目のトピックを語り合うパート）、20時台を「Main Session」（最新ニュース、教養、文化などのテーマに沿ったトピックを特集するパート）に充てたうえで、『アフター6ジャンクション2』とともにYouTubeでの「全編生配信」（スタジオ動画の音声付きサイマル配信）を開始した。「Daily News Session」では改編前にもまして最新のニュースを幅広く柔軟に取り上げることから、9月29日（金曜日）まで当番組に内包されていた『ネットワークトゥデイ』は、TBSラジオでも一部のネット局と同様に10月2日から単独番組へ再び移行。『アフター6ジャンクション』を一部の曜日・時間帯で放送していた（年度下半期限定ネット局を含む）JRN加盟局の一部（CBCラジオなど）では、『Session』でも同様に対応しているため、上記パートの一部は「JRNネットゾーン」に充てられる。また、『アフター6ジャンクション』で19:30頃に放送されていたフロート番組は、放送の時間帯を据え置いたまま『Session』へ内包されている。

#### 第3期（放送枠をそのままに1時間前倒し、2025年4月1日 - ）
2025年3月3日のオープニングにて、同年4月1日よりTBSラジオでの放送時間が1時間前倒しとなり17:00 - 20:00に変更、これに伴い『ネットワークトゥデイ』が単独番組から当番組への内包に戻されることが発表された。
番組構成については2025年4月以降も『ネットワークトゥデイ』や交通情報の時間を除き大枠を維持しているため、これまで18:30に設けられていた飛び乗りポイントが廃止。年度上半期に18:00より放送している北日本放送（富山県、KNB）を除くネット局は一律19:00開始となり、前年度上半期に18:30からネットしていた地方局では、18:30 - 19:00の時間帯を自主編成（TBSラジオの収録番組の遅れネットも含む）とするか、18時台の番組編成を変更している（後述も参照）。
放送時間再変更後もTBSラジオの公式YouTubeチャンネルでの「全編生配信」を継続していたが、同年5月9日より、同日開設された当番組のYouTubeチャンネルでの「全編生配信」に切り替えている。

### モード一覧
この一覧以外にも必要に応じて「モード」が設定される。
| - 探求モード - バトルモード - わいわいモード - ありなしモード - レクチャーモード - SOSモード - 直訴モード - 会見モード - 相談モード - もしもモード - 提案モード | - 証言モード - ノウハウモード - ランキングモード - ディスカッションモード - ワールドワイドモード - 分析モード - 取材報告モード - 対局モード - 中継モード - 追悼モード - アーカイブスモード |

## 放送時間
- 番組開始 - 2016年9月23日
  - 月曜日 - 木曜日 22:00 - 翌0:55、金曜日 22:00 - 23:55

2016年9月26日 - 2020年9月25日
  - 月曜日 - 金曜日 22:00 - 23:55

2020年9月28日 - 2023年9月29日
  - 月曜日 - 金曜日 15:30 - 17:50

2023年10月2日 - 2025年3月31日
  - 月曜日 - 金曜日 18:00 - 21:00

2025年4月1日 -
  - 月曜日 - 金曜日 17:00 - 20:00

## 出演者
- パーソナリティ：荻上チキ
- アシスタント：南部広美

### 代理パーソナリティ
荻上が体調不良や取材、長期休暇などにより代理のパーソナリティが出演したことがある。
| 担当年月日     | 担当者名       | 「Main Session」でのモード |
| -------------- | -------------- | -------------------------- |
| 2013年7月12日  | 藤木TDC        | レクチャーモード           |
| 2013年9月30日  | 神保哲生       | 探求モード                 |
| 2013年10月1日  | 速水健朗       | 探求モード                 |
| 2013年10月2日  | 國分功一郎     | 対局モード                 |
| 2013年10月3日  | 柳瀬博一       | 探求モード                 |
| 2013年10月4日  | 藤木TDC        | リサーチモード             |
| 2013年12月20日 | 速水健朗       | わいわい→ランキングモード  |
| 2014年5月1日   | 神保哲生       | ディスカッションモード     |
| 2014年5月2日   | 藤木TDC        | わいわいモード             |
| 2014年8月18日  | 神保哲生       | 探求モード                 |
| 2014年8月19日  | 開沼博         | 探求モード                 |
| 2014年9月15日  | 木村草太       | ディスカッションモード     |
| 2014年9月16日  | 藤木TDC        | 追悼モード                 |
| 2014年9月17日  | 柳瀬博一       | 探求モード                 |
| 2014年9月18日  | 神保哲生       | 取材報告モード             |
| 2014年9月19日  | 速水健朗       | わいわいモード             |
| 2014年11月14日 | 木村草太       | レクチャーモード           |
| 2015年7月6日   | 神保哲生       | 検証モード                 |
| 2015年7月7日   | 藤木TDC        | 探求モード                 |
| 2015年7月20日  | 新雅史         | ディスカッションモード     |
| 2015年7月21日  | 木村草太       | 提案モード                 |
| 2015年7月22日  | 武田砂鉄       | 取材報告モード             |
| 2015年7月23日  | 開沼博         | 探求モード                 |
| 2015年7月24日  | 倉敷保雄       | わいわいモード             |
| 2022年5月16日  | 武田砂鉄       | 探求モード                 |
| 2022年5月17日  | 塚越健司       | 探求モード                 |
| 2022年5月18日  | 速水健朗       | 探求モード                 |
| 2022年5月19日  | 麻木久仁子     | 探求モード                 |
| 2022年5月20日  | 望月優大       | 取材報告モード             |
| 2022年5月23日  | 能條桃子       | 探求モード                 |
| 2022年5月24日  | 久保田智子     | 探求モード                 |
| 2022年5月25日  | 速水健朗       | 探求モード                 |
| 2022年5月26日  | 速水健朗       | ディスカッションモード     |
| 2022年5月27日  | 塚越健司       | ディスカッションモード     |
| 2023年2月6日   | 武田砂鉄       | 探求モード                 |
| 2023年2月7日   | 久保田智子     | 探求モード                 |
| 2023年2月13日  | 武田砂鉄       | 取材報告モード             |
| 2023年2月14日  | ダースレイダー | 直撃モード                 |
| 2023年2月15日  | 青木理         | ディスカッションモード     |
| 2023年2月16日  | 安田菜津紀     | 探求モード                 |
| 2023年2月17日  | 塚越健司       | 探求モード                 |
| 2023年2月20日  | 神保哲生       | 探求モード                 |
| 2023年7月24日  | 武田砂鉄       | 探求モード                 |
| 2023年10月9日  | 武田砂鉄       |                            |
| 2023年10月10日 | 速水健朗       |                            |
| 2023年10月11日 | 青木理         |                            |
| 2023年10月12日 | 安田菜津紀     |                            |
| 2023年10月13日 | 永井玲衣       |                            |
| 2024年2月19日  | 野村高文       |                            |
| 2024年2月20日  | 武田砂鉄       |                            |
| 2024年2月21日  | 青木理         |                            |
| 2024年11月25日 | 塚越健司       |                            |
| 2025年1月10日  | 速水健朗       |                            |
| 2025年2月26日  | 武田砂鉄       |                            |
| 2025年4月30日  | 武田砂鉄       |                            |
| 2025年5月1日   | 安田菜津紀     |                            |
| 2025年5月2日   | 塚越健司       |                            |

### 代理アシスタント
- 2016年5月27日：河村綾奈（当時・中国放送アナウンサー）（当日はバラク・オバマの広島訪問に伴い広島からの放送)
- 2021年8月9日・2022年11月28日-12月2日・2023年3月24日、27日-28日、11月27日-12月1日[41]・2024年12月9日-13日[42]：片桐千晶

## タイムテーブル

### 『荻上チキ・Session』

#### 現在（2023年10月以降）
番組内のコーナーについては、特記しない限り、平日夕方の関東ローカル向け放送時代（2023年9月以前）から継続。ネット局で放送されている曜日・時間帯の放送開始直後では、ネット局向けに挨拶を行う。
- 18:00 - オープニング
  - 18:00の時報とテーマソングの放送に続いて本編を開始。平日の夕方に放送していた時期までは、南部が当日のニュースの主な項目をひととおり紹介してからテーマソングを流していた。
- 18:05 - Daily News Session（第1部）
- 18:20 - TBSラジオ交通情報（『アフター6ジャンクション』から継承）
  - 2024年度上半期の北日本放送はこの時間帯を「ウェザーインフォメーション」、18:25 - 18:30を「KNB今週の1曲」に差し替え。
- 18:33 - Daily News Session（第2部）
  - 2024年6月28日（金曜日）までは、基本として南部のみが出演する「TBSラジオショッピング」を、18:49頃から放送していた。翌週（7月1日）以降は、「Daily News Session」の第2部を、この時間帯まで延長している。
- 18:56 - TBSラジオ交通情報（『アフター6ジャンクション』から継承）
- 19:00 - Frontline Session（ゲストコメンテーターが出演）
- 19:30 - 荻上・南部が出演しない事前収録のフロート番組（詳細後述）
- 19:40 - TBSラジオ交通情報・天気予報（関東ローカル向けに放送）
  - 『アフター6ジャンクション』から継承。同番組では曜日別のパートナー（元職か現職のTBSテレビアナウンサー）が伝えていた天気予報を、南部が担当している。
  - ネット局では、「フィラー」扱いの楽曲を放送する[44]か、ローカル向けのCMに差し替えている。
- 19:45 - 曜日別コーナー
  - 月曜日：毎日新聞 N検 Session
  - 火曜日：Session Post Script
    - 「Frontline Session」の「P.S.」（Post Script＝追伸）に当たるコーナーで、放送時間・エリアの変更を機に新設。当日の「Frontline Session」に出演したゲストコメンテーターが、リスナーに体験を勧めたいコンテンツやスポットを紹介する。

  - 水曜日：Yahoo!ニュース Voice in Session
  - 木曜日：Weekly English Journal
    - 『アシタノカレッジ』のパーソナリティだったキニマンス塚本ニキが進行するコーナーで、放送時間・エリアの変更を機に新設。直近に英語で伝えられた海外のニュースから、塚本自身が気になった言葉や表現を紹介する。

  - 金曜日：Screenless Media Lab. ウィークリー・リポート（塚越健司が出演）
- 20:00 - Main Session
- 20:55 - エンディング

#### 過去（2023年9月まで）
- 15:30 - オープニング
- 15:35 - Daily News Session（15時台）
- 15:46 - はぴねすくらぶ ラジオショッピング
- 15:56 - 交通情報
- 16:00 - Daily News Session（16時台）
- 16:25 - 交通情報、天気予報
- 16:30 - Main Session
- 17:10 - 曜日別コーナー[45][46]
  - 月：毎日新聞 N検 Session
  - 火：朝日新聞 ポッドキャスト in Session（2022年2月 - ）
  - 水：Yahoo!ニュース Voice in Session
    - 一時は、火・水曜分を「Frontline Session」に充てていた。

  - 金：Screenless Media Lab. ウィークリー・リポート
- 17:25 - 交通情報、天気予報
- 17:30 - 『ネットワークトゥデイ』（JRN向けの全国ニュースをフロート番組として放送）
- 17:45 - エンディング

### 『荻上チキ・Session-22』
本編
- 22:00 - オープニング
- 22:10 - Daily News Session
- 22:45 - Main Session
- 23:38 - 曜日別コーナー
  - 月：毎日新聞 N検（出題：中村尚登）[47]
  - 火：Music Session
  - 水：NEC Wisdom Square
  - 木：Session袋とじ
- 23:48 - エンディング
  - ここで缶バッジ当選者が発表されていた。

## ネット局

### 『荻上チキ・Session-22』
- 放送開始日の早い局を優先し、放送開始が同じ日の場合はネット曜日が多い順に記載。
- 2017年度まで、制作局のTBSラジオでプロ野球中継が22:00以降まで延長になった場合でも、放送予定のネット局については定刻通り放送を開始し、インターネット配信についても定刻通り配信を開始していた（裏送り）。
- なお、前番組終了までネットしていたラジオ福島は、『レコメン!』（月曜 - 木曜）および『スパカン!』→『楽器楽園〜ガキパラ〜 for all music-lovers』（金曜）にネットを切り替えた。
- インターネットではIPサイマル放送・radikoとともに、地域に関係なく聴くことができる番組独自のサイマル配信（番組での呼称は「ストリーミング放送」）を行っている。
- 2019年7月26日、第25回参議院議員通常選挙の開票特番のため放送がずれこんだ『ラジオシアター〜文学の扉』『嶌信彦 人生百景「志の人たち」』を放送する関係で、TBSラジオでは23時までの放送となった。

| 放送対象地域 | 放送局            | 放送時間                  | 放送期間                                             | 脚注                               |
| ------------ | ----------------- | ------------------------- | ---------------------------------------------------- | ---------------------------------- |
| 関東広域圏   | TBSラジオ         | 月曜 - 金曜 22:00 - 23:55 | 2013年4月1日 - 2020年9月25日                         | 制作局                             |
| 北海道       | 北海道放送（HBC） | 月曜 - 金曜 22:00 - 23:55 | 2013年4月1日 - 2020年9月25日                         | [ 48 ] [ 49 ] [ 50 ] [ 51 ]        |
| 新潟県       | 新潟放送（BSN）   | 月曜 - 金曜 22:00 - 23:55 | 2013年4月1日 - 2020年9月25日                         | [ 52 ]                             |
| 富山県       | 北日本放送（KNB） | 月曜 - 金曜 22:00 - 23:55 | 2013年4月1日 - 2020年9月25日                         | [ 52 ] [ 53 ]                      |
| 静岡県       | 静岡放送（SBS）   | 月曜 - 金曜 22:00 - 23:55 | 2013年4月1日 - 2014年3月28日                         | [ 52 ] [ 54 ]                      |
| 熊本県       | 熊本放送（RKK）   | 月曜 - 金曜 22:00 - 23:55 | 2013年4月1日 - 2015年3月27日                         | [ 52 ]                             |
| 沖縄県       | 琉球放送（RBC）   | 月曜 - 金曜 22:00 - 23:55 | 2013年4月2日 - 2016年9月23日 2020年3月30日 - 9月25日 | [ 55 ]                             |
| 中京広域圏   | CBCラジオ         | 月曜 - 木曜 22:00 - 23:55 | 2013年4月1日 - 2014年3月27日                         | [ 56 ] [ 57 ]                      |
| 広島県       | 中国放送（RCC）   | 火曜 - 木曜 22:00 - 23:55 | 2013年4月2日 - 2015年9月24日 2020年3月31日 - 9月24日 | [ 58 ] [ 52 ] [ 59 ] [ 60 ] [ 61 ] |
| 福岡県       | RKBラジオ         | 月曜 - 金曜 22:00 - 23:55 | 2017年10月2日 - 2019年3月29日                        | [ 62 ] [ 63 ]                      |

### 『荻上チキ・Session』

#### 第1期（2020年9月28日 - 2023年9月29日）
- TBSラジオ（制作局、関東広域圏） 月曜 - 金曜 15:30 - 17:50
- 内包番組『ネットワークトゥデイ』については、当該項目を参照。

#### 第2期（2023年10月2日 -  2025年3月31日）
- 局名を太字で示した局は『Session』シリーズの新規ネット局。
- ネット局については、放送開始日の早い局から順に記載。放送開始日が同じネット局については、放送曜日の多さや延べ放送時間の長さにかかわらず、北から順に記載する。なお、TBSラジオ以外のネット局のうち、CBCラジオが「JRNシングルネット局」、それ以外の局は「JRN/NRNクロスネット局」。
- 2025年3月31日の山形放送・北日本放送は、年度下半期（ナイターオフ）の放送時間帯でネットする。

##### 現在のネット局
| 放送対象地域   | 放送局            | 放送時間                                                                                     | 放送時間                                                                       | 放送期間                                                    | 脚注                                                                      |
| 放送対象地域   | 放送局            | 年度上半期（ナイターシーズン）                                                               | 年度下半期（ナイターオフ）                                                     | 放送期間                                                    | 脚注                                                                      |
| -------------- | ----------------- | -------------------------------------------------------------------------------------------- | ------------------------------------------------------------------------------ | ----------------------------------------------------------- | ------------------------------------------------------------------------- |
| 関東広域圏     | TBSラジオ         | 月曜 - 金曜 18:00 - 21:00                                                                    | 月曜 - 金曜 18:00 - 21:00                                                      | 2023年10月2日 - 2025年3月31日                               | 制作局                                                                    |
| 山形県         | 山形放送（YBC）   | 月曜・火曜 18:30 - 21:00                                                                     | 月曜・火曜 19:00 - 21:00                                                       | 2023年10月2日 - 2025年3月31日                               |                                                                           |
| 新潟県         | 新潟放送（BSN）   | 月曜・火曜 19:00 - 21:00                                                                     | 月曜・火曜 19:00 - 21:00                                                       | 2023年10月2日 - 2025年3月31日                               |                                                                           |
| 富山県         | 北日本放送（KNB） | 月曜・火曜 18:00 - 21:00                                                                     | 月曜・火曜 19:00 - 21:00                                                       | 2023年10月2日 - 2025年3月31日                               |                                                                           |
| 長野県         | 信越放送（SBC）   | 月曜・火曜 20:00 - 21:00                                                                     | 月曜 - 金曜 20:00 - 21:00                                                      | 2023年10月2日 - 2025年3月31日                               | [ 64 ]                                                                    |
| 石川県         | 北陸放送（MRO）   | 月曜・火曜 19:00 - 20:00                                                                     | 月曜 - 木曜 19:00 - 20:00                                                      | 2023年10月2日 - 2025年3月31日                               | 2025年1月より現在の放送時間 2024年12月までの年度下半期木曜は19:00 - 21:00 |
| 福井県         | 福井放送（FBC）   | 月曜・火曜 19:00 - 21:00                                                                     | 月曜・火曜 19:00 - 21:00 水曜 - 金曜 20:00 - 21:00                             | 2023年10月2日 - 2025年3月31日                               |                                                                           |
| 鳥取県・島根県 | 山陰放送（BSS）   | 月曜 18:30 - 20:00 火曜 18:30 - 21:00                                                        | 月曜 18:30 - 20:00 火曜 - 金曜 18:30 - 19:00                                   | 2023年10月2日 - 2025年3月31日                               | 2023年度下半期は月曜 19:00 - 20:00、火曜 - 金曜 20:00 - 21:00             |
| 宮崎県         | 宮崎放送（MRT）   | 月曜・火曜 19:00 - 21:00                                                                     | 月曜・火曜 19:00 - 21:00 水曜 - 金曜 20:00 - 21:00                             | 2023年10月2日 - 2025年3月31日                               |                                                                           |
| 青森県         | 青森放送（RAB）   | 火曜 18:30 - 21:00                                                                           | 火曜 - 金曜 20:00 - 21:00                                                      | 2023年10月3日 - 2025年3月28日                               |                                                                           |
| 岩手県         | IBC岩手放送       | 火曜 19:00 - 21:00                                                                           | 火曜 - 金曜 20:00 - 21:00                                                      | 2023年10月3日 - 2025年3月28日                               | [ 66 ] [ 67 ]                                                             |
| 秋田県         | 秋田放送（ABS）   | 火曜 18:30 - 21:00                                                                           | 火曜 - 金曜 20:00 - 21:00                                                      | 2023年10月3日 - 2025年3月28日                               |                                                                           |
| 福島県         | ラジオ福島（rfc） | 火曜 19:00 - 20:00                                                                           | 水曜 - 金曜 20:00 - 21:00                                                      | 2023年10月3日 - 2025年3月28日                               | 2023年度下半期は火曜も同時間帯でネット                                    |
| 中京広域圏     | CBCラジオ         | （『CBCドラゴンズナイター』編成優先のため非ネット）                                          | 火曜 19:00 - 21:00                                                             | 2023年10月3日 - 2024年3月19日 2024年10月1日 - 2025年3月18日 | [ 68 ] [ 69 ] [ 70 ]                                                      |
| 和歌山県       | 和歌山放送（wbs） | 火曜 19:00 - 21:00                                                                           | 火曜 19:00 - 21:00                                                             | 2023年10月3日 - 2025年3月25日                               | 全国高等学校野球選手権和歌山大会開催期間中は火曜 20:00 - 21:00            |
| 岡山県         | RSK山陽放送       | 火曜 18:30 - 21:00                                                                           | 火曜・金曜 20:00 - 21:00                                                       | 2023年10月3日 - 2025年3月28日                               | 2023年度下半期は水曜・木曜も同時間帯でネット                              |
| 山口県         | 山口放送（KRY）   | （月曜は自主編成、 火曜 - 金曜は『KRYエキサイトナイター』優先のため非ネット）                | 火曜 - 金曜 20:00 - 21:00                                                      | 2023年10月3日 - 2024年3月28日 2024年10月1日 - 2025年3月27日 | 3月最終金曜はプロ野球開幕戦中継の関係でネットしない                       |
| 高知県         | 高知放送（RKC）   | 火曜 18:30 - 21:00                                                                           | 火曜 - 金曜 20:00 - 21:00                                                      | 2023年10月3日 - 2025年3月28日                               |                                                                           |
| 山梨県         | 山梨放送（YBS）   | （月曜・火曜は自主編成、 水曜 - 金曜は『YBSラジオ パワー・ザ・ナイター』優先のため非ネット） | 水曜 - 金曜 20:00 - 21:00                                                      | 2023年10月4日 - 2024年3月29日 2024年10月2日 - 2025年3月28日 |                                                                           |
| 静岡県         | 静岡放送（SBS）   | （月曜・火曜は自主編成、 水曜 - 金曜は『SBSビッグナイター』優先のため非ネット）              | 水曜 - 金曜 20:00 - 21:00                                                      | 2023年10月4日 - 2024年3月29日 2024年10月2日 - 2025年3月28日 | [ 71 ]                                                                    |
| 鹿児島県       | 南日本放送（MBC） | 月曜・火曜 19:00 - 21:00                                                                     | 月曜・火曜 20:00 - 21:00                                                       | 2023年10月4日 - 2025年3月31日                               | 2023年度下半期は水曜 - 金曜 20:00 - 21:00                                 |
| 徳島県         | 四国放送（JRT）   | 火曜 19:00 - 21:00                                                                           | （月曜は自主編成、 火曜 - 金曜はニッポン放送制作番組を主に編成のため非ネット） | 2024年4月2日 - 9月24日                                      |                                                                           |

##### 過去のネット局
| 放送対象地域 | 放送局            | 放送時間           | 放送期間                      | 脚注 |
| ------------ | ----------------- | ------------------ | ----------------------------- | ---- |
| 香川県       | 西日本放送（RNC） | 火曜 20:00 - 21:00 | 2023年10月3日 - 2024年3月26日 |      |

補足事項
- ネット局での放送曜日・時間は、基本として『アフター6ジャンクション』のものを継承しているが、局により『アフター6ジャンクション』時代より拡大・縮小しているケースもみられる。多くのネット局では火曜日20時台が通年放送を実施している。
  - 2023年度下半期は、ネット局の殆どが18:45 - 19:00に文化放送制作『ココロのオンガク 〜music for you〜』をネットしたため、全局19:00以降のスタート。また、火 - 金曜日20時台に『Session』のJRNネットゾーンを放送する局では、2022年度に続き19時台を「NRNネットゾーン」（ニッポン放送制作番組の同時ネット枠）に指定。火曜日に『古家正亨 K TRACKS』、水 - 金曜日に『鶴光の噂のゴールデンリクエスト』の同時ネットに充てていた。
  - 2024年度下半期は、文化放送制作の『ココロのオンガク』に代わる新番組として『みんなの音楽室』が各ネット局で編成されるが、山陰放送・宮崎放送ではネットされない。また、ニッポン放送の『噂のゴールデンリクエスト』が火 - 木曜の編成に戻り、金曜に新番組『泉房穂の情熱ラジオ』が編成される。
- 『Session-22』を放送していなかった東北地方でのJRN加盟局では初めて、岩手県花巻市（アシスタントの南部の出身地）が放送対象地域に含まれるIBC岩手放送のほか、青森放送・秋田放送・山形放送・ラジオ福島でも『Session』シリーズの同時ネットを実施する。四国地方でも、西日本放送・高知放送・四国放送[73]が『Session』シリーズを初めて放送。
- 『Session-22』の同時ネット局だった新潟放送と北日本放送では、3年振りに同時ネットを実施する。
  - 両局は、『Session-22』の放送枠を継承した『アシタノカレッジ』でもフルネットを継続。『アシタノカレッジ』の金曜分が『武田砂鉄のプレ金ナイト』として独立した一方で、『アシタノカレッジ』が月 - 木曜日の関東ローカル番組へ移行した2023年4月以降は、『プレ金ナイト』のみ放送している。TBSラジオでは、『アシタノカレッジ』の放送が2023年9月28日（木曜日）で終了したことを受けて、翌週（10月2日）から『アフター6ジャンクション』が『アフター6ジャンクション2』と改題したうえで『アシタノカレッジ』の放送枠を継承。
- 静岡放送・CBCラジオにおける『Session』シリーズのレギュラー放送は、『Session-22』で（CBCラジオは一部曜日のみ）実施していた同時ネットを2014年3月で終了して以来9年半振りである。
  - CBCラジオでは、2022年度ナイターオフ期間の火曜日に、『アフター6ジャンクション』から19・20時台のパートを「JUKE」（火 - 木曜日の当該時間帯と金曜日の19:00 - 21:30に設定していた音楽・トーク主体の生放送番組ゾーン）内で放送していた。同局の2023年度ナイターオフ編成では「JUKE」のような曜日横断型の番組レーベルを設定していないものの、火曜日の当該時間帯では、前年度に続いてTBSラジオの制作番組からJRNネットゾーンの同時ネットを実施。
- 山陰放送は、月曜日の放送は自社制作番組『森谷佳奈のはきださNIGHT!』編成により通年で20:00終了。また2024年度下半期（ナイターオフ）編成で前述の通り『みんなの音楽室』をネットしないため、当番組は月曜日の放送時間を据え置き、火 - 金曜日は18:30 - 19:00の時間帯での同時ネットに変更。火 - 金曜日の19・20時台にはニッポン放送制作番組を充てることになった。なお、TBSラジオのプロ野球ナイター中継撤退以前のナイターオフ限定番組を含め、JRN加盟局の年度下半期（ナイターオフ）平日18時台のTBSラジオ制作番組の同時ネット受けは初の事例となる[74]。
- 『アフター6ジャンクション』からのネット局の一部では、表に示すようにネットゾーンの放送曜日・放送時間が年度上半期（ナイターシーズン）と下半期（ナイターオフ）で異なる。年度上半期については多くのネット局で水 - 金曜日にプロ野球のナイター中継を編成しているが、以下の局では2024年よりナイター中継実施曜日を金曜のみに縮小[75]したものの、水・木曜は以下の通り当番組をネットしない。このため『アフター6ジャンクション』時代同様、年度上半期の水 - 金曜日はTBSラジオのみの放送となっている。
  - 和歌山放送は自主編成にて対応する。
  - RSK山陽放送では自社制作番組として、水曜日は『OKYAAAMA!〜大都会オカヤマな夜〜』、木曜日は『キューン！MUSIC』を通年で編成。これに伴い2024年度下半期の水・木曜は当番組を放送しない。
  - 南日本放送では、2024年度より月・火曜についてはTBSラジオ制作番組（当番組）の同時ネットを開始するが、水・木曜については自主編成にて対応する。
- 『Session-22』のネット局であった一方で、『アフター6ジャンクション』を臨時ネットでのみ放送していた北海道放送[76]および、『アフター6ジャンクション』を放送していなかった中国放送・RKBラジオ・熊本放送・琉球放送では、『Session』を放送せず、JRNネットゾーンの時間帯を（プロ野球中継を含む）自主編成で対応している。
- 西日本放送は『アフター6ジャンクション』時代から通年で火曜日のみネットしていて、2023年度下半期の当番組も引き続きネットを行ったが、2024年度上半期・下半期ともネットせず、結果的にネットを打ち切った形となった。

#### 第3期（2025年4月1日 - ）
『ネットワークトゥデイ』の放送形態は当該項を参照。ここでは番組本編のネット局と放送時間帯を記載。
以下の表でネット局を北から順に記載。18:00 - 20:00にてネットする局を◎、19:00 - 20:00にてネットする局を○、ネットを行わない局を×でそれぞれ表記。各局ともradiko番組表による。
| 放送対象地域   | 放送局             | 月曜 | 火曜 | 水 - 金曜 | 備考 |
| -------------- | ------------------ | ---- | ---- | --------- | --- |
| 青森県         | 青森放送 （RAB）   | ×    | ○    | ×         | - 月曜19時台は自社制作番組『伊奈かっぺい・旅の空うわの空』編成のため非ネット。 - 火曜に青森県内でプロ野球公式戦が行われる場合の対応は未定。                                      |
| 秋田県         | 秋田放送 （ABS）   | ×    | ○    | ×         | - 月曜19時台は自社制作番組『歌謡曲ふれあいリクエスト』編成のため非ネット。 |
| 岩手県         | IBC岩手放送        | ×    | ○    | ×         | - 月曜19時台は自社制作番組『歌って!笑って!!民謡まわり舞台』編成のため非ネット。 - 火曜に岩手県内でプロ野球公式戦が行われる場合は臨時にネット返上する（2025年5月20日が該当）。    |
| 山形県         | 山形放送 （YBC）   | ○    | ○    | ×         | |
| 福島県         | ラジオ福島 （rfc） | ×    | ○    | ×         | - 月曜19時台は自主編成のため非ネット。 |
| 新潟県         | 新潟放送 （BSN）   | ○    | ○    | ×         | |
| 富山県         | 北日本放送 （KNB） | ◎    | ◎    | ×         | - 火曜に富山県内でプロ野球公式戦が行われる場合は臨時にネット返上する（2025年5月27日が該当）。                                                                                    |
| 石川県         | 北陸放送 （MRO）   | ○    | ○    | ×         | |
| 福井県         | 福井放送 （FBC）   | ○    | ○    | ×         | |
| 和歌山県       | 和歌山放送 （wbs） | ×    | ○    | ×         | - 月曜19時台および水・木曜は自主編成を行うため非ネット。 - 全国高等学校野球選手権和歌山大会開催期間中の火曜は自主編成のため臨時にネット返上の場合あり（2025年度は7月15日のみ）。 |
| 鳥取県・島根県 | 山陰放送 （BSS）   | ○    | ○    | ×         | |
| 岡山県         | RSK山陽放送        | ×    | ○    | ×         | - 月曜19時台は自主編成のため、水曜は自社制作番組『OKYAAAMA!〜大都会オカヤマな夜〜』を、 木曜は自社制作番組『キューン！MUSIC』を放送するためそれぞれ非ネット。                    |
| 高知県         | 高知放送 （RKC）   | ×    | ○    | ×         | - 月曜19時台は自社制作番組『ワローのコレはどうかな?』編成のため非ネット。 |
| 宮崎県         | 宮崎放送 （MRT）   | ○    | ○    | ×         | |
| 鹿児島県       | 南日本放送 （MBC） | ○    | ○    | ×         | - 水・木曜は自主編成を行うため非ネット。 |

備考
- ラジオ福島、北陸放送、福井放送、RSK山陽放送、月曜の山陰放送以外は『Session』に続いて『アトロク2』を同時ネット。北日本放送以外のネット局は18時台を自主編成、和歌山放送、RSK山陽放送、南日本放送は金曜、それ以外のネット局は水 - 金曜にそれぞれプロ野球のナイター中継を行うため非ネット。
- 18時30分の飛び乗りポイントが廃止され、2024年度上半期に18時30分に飛び乗りしていた局は全局が19時飛び乗りに変更。また2024年度上半期に19時台をネットしていた局で、火曜のみ放送だった四国放送は自主編成（自社制作番組の再放送2本）に充てるため、同時ネットを行わない。

#### 放送休止および放送時間・放送内容変更の事例（2023年10月 - ）
- ネット局のみで放送の場合は、 『アフター6ジャンクション』が放送されていた期間と同様、radikoプレミアムのエリアフリー機能を活用すればネット局のみで放送中の音声をリアルタイムで聴取できる。また、当該時間帯でもYouTube上での動画・音声のサイマル配信は実施する（録音放送時は除く）。
- ナイターシーズンの火曜分ネット局の放送対象地域内で、火曜日にプロ野球公式戦が行われる場合の対応は、日本プロ野球中継番組一覧より各放送局の中継番組の記事を参照。

## フロート番組
- 2023年4月から9月まで『アフター6ジャンクション』の19時台後半（19:30 - 19:40頃）に組み込まれていた以下のフロート番組（いずれも事前収録）を、放送の時間帯を変えないまま同年10月から『Session』のJRNネットゾーンへ内包している。ちなみに、◎印の番組は2023年3月まで『アシタノカレッジ』内で放送。
  - 月曜日：『ベンチャー企業キュレーションプログラム BOOST!』（2023年12月25日まで放送）
    - 鎌田和樹（UUUM会長）と浦郷絵梨佳の出演で、2023年1月2日から『アフター6ジャンクション』内で放送。 ベンチャー企業の社長をゲストに迎えたうえで、起業に至った思いや事業・企業理念についての話を聞く。ちなみに、タイトルで「ベンチャー企業キュレーションプログラム」と銘打っているのは、『アフター6ジャンクション』がシリーズを通じて「カルチャー・キュレーションプログラム」というコンセプトを掲げていたことに由来する。
    - 『アフター6ジャンクション』時代には、株式会社JehanneがTBSラジオ限定でスポンサーに付いた一方で、月曜日における年度下半期（2023年1 - 3月）限定のネット局ではノンスポンサーで流れていた。
    - 『BOOST!』の終了から約1カ月後の2024年2月5日からは、TBSラジオが前月まで単独番組として毎週木曜日の17:50 - 18:00（2023年9月までは『アフター6ジャンクション』の直前）に関東ローカルで放送していた『週刊自動車批評 小沢コージのCARグルメ』（小沢コージとTBSテレビアナウンサーの皆川玲奈がパーソナリティを務めるマスダオート一社提供の事前収録番組）を19:30頃に内包している。なお、皆川が2024年5月4日より第一子妊娠に伴い産前産後休暇に入ったため、同月13日放送分より若林有子（皆川の後輩にあたるTBSアナウンサー）がパーソナリティを代行する。

  - 火 - 木曜日：『滋慶学園COMグループ presents あなたの夢はなんですか?』◎
    - 第一線で活躍しているプロフェッショナルから現役の学生に至るまで、さまざまな「夢追い人」に将来・人生・職業に関する夢を語らせるインタビュー番組で、はなわか浜谷健司（ハマカーン）がナビゲーターとして出演。
    - 『アシタノカレッジ』では2020年11月2日から、毎週月 - 水曜日の23:35 - 23:45頃に内包されていた。『アフター6ジャンクション』では、北日本放送と新潟放送が月・火曜日に19時台の同時ネット[91]を通年で実施していた関係で、放送上は火曜分に限って『あなたの夢はなんですか?』を放送。

  - 金曜日：「JobPicks In Session」
    - 『学校法人 滋慶学園 東京情報デザイン専門職大学 presents 夢を追いかけて!』◎（2023年12月29日まで放送）
    - 情報デザイン」をキーワードに設定したうえで、今後の社会に求められる人材を各界のトップと安東弘樹（TBSテレビ出身のフリーアナウンサー）が語り合う番組。放送上は、1人のゲストを迎えて収録した音源を、2週にわたって流している。アシタノカレッジ』では2022年9月1日から、毎週木曜日の23:35 - 23:45頃に内包されていた。『アフター6ジャンクション』では、年度上半期のネット局が存在していなかった金曜日に、2023年4月7日から最終回（9月29日）まで関東ローカル向けに放送。

## テーマソング
荻上チキ・Session-22
- オープニング曲： 番組オリジナル曲（作曲・編曲：菊地成孔、演奏：坪口昌恭）
- エンディング曲： 「Mirror Balls（泣きたくなる様な安っぽい話）」（DATE COURSE PENTAGON ROYAL GARDEN）
- ローカル枠（22時台）: 「Far Beyond The Stars」（LUSRICA）
- ローカル枠（23時台）: 「Misty Grove」（indigo jam unit）

荻上チキ・Session
- Sessionのテーマ（作曲：大友良英）[92]

## 備考
- 放送終了後にオープニングやエンディングトークを除いた各コーナーが「TBS RADIO podcasting954」でポッドキャスト配信されていた[93]。TBSラジオの配信ルールにより「Main Session」は放送1週間まで、その他は1カ月で削除されていたが、2016年のTBSラジオクラウドへの移行後は、すべての音声が削除されずに保存されている。
- 番組内では適時番組のハッシュタグ「#ss954」でTwitterに投稿されたものや、番組に送られたメールを読み上げることもあり、当日のメール参加者から抽選で毎日3名には番組のロゴをあしらった「チキ坊缶バッジ」[94]が郵送される[95]。また、別のノベルティグッズとして番組Tシャツがある。
- スペシャルウィーク（聴取率調査週間）のプレゼント用に、「ポジ出し」にかけて、名古屋市の老舗乾物問屋と共同開発し、今日マチ子のイラストをあしらった出汁パック「ポジ出汁」が開発された。当初は非売品であったが、反響を受けTBSのグッズショップ「TBSストア」やTBSラジオの通販サイトで販売している[96]。また、同様のノベルティ商品として「ポ・地サイダー」と称する地サイダーを開発している。
- 荻上もしくは南部が不在で代理パーソナリティによって放送される回は、ジングルに「荻上チキ」とコールの入らないものが使用される他、ローカル枠の音楽が22時台と23時台が逆になるなど、通常放送との違いがある。TBSラジオのサイトやradikoの番組表では、あらかじめパーソナリティ変更されることが決まっている場合、番組名が『(代理パーソナリティ名)・Session-22』と表記変更されることがある。
- 日本民間放送連盟が主催する、「日本民間放送連盟賞」の「ラジオ生ワイド番組」部門で、2015年5月20日放送「三里塚闘争とは何だったのか?」が最高賞の「優秀」として選出された[97]
- 2016年、荻上が当番組についてギャラクシー賞DJパーソナリティ賞を受賞[98]。また、2017年1月17日放送分「薬物報道ガイドラインを作ろう!」がギャラクシー賞ラジオ部門の大賞を受賞、同年6月に贈賞式が行われた[99][100][101]。
- TBSラジオの制作で国政選挙執行日（日曜日）の夜に放送されるJRN選挙開票特別番組には、『BATTLE TALK RADIO アクセス』『ニュース探究ラジオ Dig』といった歴代の報道番組に続いて、当番組（『Session-22』→『Session』）の関係者が多数出演[102][103]。荻上をメイン司会に据える一方で、南部、当番組やTBSラジオの情報系生ワイド番組へ定期的に出演している有識者（神保や武田砂鉄など）、TBSラジオの番組にレギュラーで出演しているTBSテレビのアナウンサー、TBSラジオ制作センターの報道記者、TBSラジオキャスターも参加している。
  - 第26回参議院議員通常選挙（2022年7月10日執行）におけるJRN選挙開票特別番組『開票ライブ!参院選2022』には、当時『Session』直後の時間帯（TBSラジオでは基本として18:00 - 21:00）に放送されていた『アフター6ジャンクション』（JRN加盟局の一部でも曜日・期間・時間帯限定で同時ネットを実施）のレギュラー出演者も初めて登場。TBSテレビ制作の報道番組（当時は『Nスタ』月・火曜日のニュースプレゼンター）も担当している水曜パートナーの日比麻音子（同局アナウンサー）が、荻上と共に司会へ起用された[104]。TBSラジオが2018年末から編成上聴取率より重視している「radiko」のアクセスデータでは、「第1部」（荻上・日比・南部・武田などの出演で20:00 - 翌1:00に生放送）の時間帯に関東地方（1都6県）のAM・FMラジオ20局で実施していた放送番組のサイマル（ライブ）配信において、上記時間帯平均のシェアで全20局中1位（25.1%）をマーク。「第1部」の時間帯には、放送と同時に配信していたスタジオ動画の再生回数がTBSラジオのYouTubeチャンネルで7万回以上、『Session』のtwitter公式アカウントで304万回以上に達したほか、twitterで「おすすめコンテンツ」として紹介されるなど大きな反響を呼んだ[105]。なお、放送の4日前（7月6日）は水曜日であったため、当番組のエンディングで『アフター6ジャンクション』（日比およびパーソナリティの宇多丸）とのクロストークを特別に復活。日比は『アフター6ジャンクション』の水曜パートナー（2023年9月まで）→『アフター6ジャンクション2』の第4週を除く火曜パートナー（同年10月以降）と並行しながら、2023年1月6日から金曜日（同年3月24日まで）→ 月・火・金曜日（同年3月27日から1年間）→金曜日（2024年3月29日以降）に『Nスタ』のメインキャスターを務めている。
  - 地方選挙についても、2024年東京都知事選挙執行日の7月7日（日曜日）に、荻上・武田・プチ鹿島などの出演による『東京都知事選挙開票特別番組「開票LIVE2024～カオス!東京で何が起きていたのか?」』を20:00 - 21:00にTBSラジオ（関東ローカル）で生放送。立候補者が東京都知事選挙史上最多の56人にまで達した選挙戦の意味を考えるべく、「カオス」をテーマに掲げたほか、放送に先駆けて当番組と「セイジドウラク」（TBSラジオのポッドキャスト限定配信番組）が共同で各候補者へのアンケート調査を実施していた。南部やTBSテレビの現職アナウンサーは『開票LIVE2024』に出演しなかったものの、TBSラジオのYouTubeチャンネルとTikTok公式アカウントでは、この番組の生放送と並行しながらスタジオ動画をライブで配信。当初は、YouTube向けの配信を生放送と同時に始めることや、生放送が終了した21:00からTikTokにも配信することが告知されていた[106]。実際には生放送を始めた時点で音声の配信に関するトラブルが発生していたため、このトラブルが解消した20:19頃から、YouTube・TikTok向けのライブ配信を同時に開始。YouTubeでは、ライブ配信を22:00まで続けていた。
- 当番組では、2023年に表面化したジャニー喜多川性加害問題について、TBSテレビ・ラジオの番組では同年になって初めて、いち早く取り上げていた。同年3月27日（月曜日）放送分の「Main Session」内の特集「『かわいいね』から始まる性暴力〜性的グルーミングの実態と対策」の中でイギリスのBBCの報道を紹介[107]。また同年4月12日（水曜日）放送分では、当日に行われたカウアン・オカモトの日本外国特派員協会での記者会見を「Daily News Session」で取り上げ、荻上がコメントした[108]。TBSホールディングスが同年11月26日（日曜日）に公表した「旧ジャニーズ事務所問題に関する特別調査委員会における報告書」の中では上記の点に触れつつ、TBSラジオがTBSテレビに先駆けて性加害問題を報道した背景の一つに、当番組が「男性の被害も含め、以前から性暴力の問題を積極的に取り上げてきたという経緯があった」ことを示しており、一定の評価を得ている[109]。
  - この点については、同日放送されたTBSテレビの自己検証番組・自己批評番組『TBSレビュー』における報告の中で、TBSテレビ・ラジオの番組で唯一番組名を明示（「原因と背景」に示された部分のみ）した上で取り上げられた[110]。
  - 上記報告書公表翌日の同年11月27日（月曜日）の当番組では、「Frontline Session」で青木理（ジャーナリスト）をゲストに迎え、その内容を取り上げた。